# Anya Shrubsole
Anya Shrubsole MBE (* 7. Dezember 1991 in Bath, Vereinigtes Königreich) ist eine ehemalige englische Cricketspielerin, die zwischen 2008 und 2022 für die englische Nationalmannschaft spielte.

## Kindheit und Ausbildung
Shrubsole wuchs in Bath auf und war Teil der Jugendmannschaft von Somerset seit em sie 12 Jahre alt war. Sie spielte zunächst für die Jungen-Mannschaft des Bath Cricket Club und war das erste Mädchen, dass mit 13 Jahren in die Somerset Academy Aufnahme fand.

## Aktive Karriere

### Anfänge in der Nationalmannschaft
Nach guten Leistungen im County-Cricket fand sie in 2007 Aufnahme in den Entwicklungs-Kader des englischen Teams und konnte dort bei Touren in Südafrika und der Europameisterschaft überzeugen. Bei der Tour gegen Südafrika im Sommer 2008 gab sie dann ihr Debüt in der Nationalmannschaft im WODI- und WTwenty20-Cricket. In ihrem ersten WTwenty20 erzielte sie 3 Wickets für 19 Runs und wurde dafür als Spielerin des Spiels ausgezeichnet. Nach dieser Tour hatte sie zunächst nur vereinzelte Einsätze im Nationalteam. Beim Women’s Cricket World Cup 2009 absolvierte sie nur ein Spiel gegen Pakistan. Das nächste Mal herausstechen konnte sie dann bei der Tour in Neuseeland im Frühjahr 2012. Hier gelang ihr im ersten WTwenty20 mit 5 Wickets für 11 Runs ihr erstes Five-for. Im zweiten WODI der Tour konnte sie zudem 3 Wickets für 28 Runs hinzufügen. Im Sommer 2012 gelangen ihr gegen Pakistan in den WTwenty20s 4 Wickets für 12 Runs.
Im Februar 2013 war sie Teil des Teams für den Women’s Cricket World Cup 2013. Hier konnte sie zunächst in der Vorrunde gegen die West Indies 4 Wickets für 21 Runs erreichen und wurde als Spielerin des Spiels ausgezeichnet. In der Super-6-Runde gelangen ihr dann 3 Wickets für 24 Runs gegen Australien, bevor sie gegen Südafrika ein Five-for über 5 Wickets für 17 Runs erzielte und abermals als Spielerin des Spiels ausgezeichnet wurde.  Im Saison 2013 absolvierte sie ihren ersten WTest bei der Tour gegen Australien. Bei der Tour in Australien zu Beginn des Jahres 2014 konnte sie dann in dem WTest im ersten Innings 4 Wickets für 51 Runs und im zweiten 3 Wickets für 48 Runs erreichen.

### Entwicklung zur Weltspitze
Beim ICC Women’s World Twenty20 2014 in Bangladesch konnte sie in der Vorrunde gegen Indien 3 Wickets für 6 Runs und gegen Sri Lanka 3 Wickets für 9 Runs erreichen und wurde dafür in beiden Fällen als Spielerin des Spiels ausgezeichnet. Mit insgesamt 13 Wickets war sie die erfolgreichste Wicket-Sammlerin des Turniers und wurde als Spielerin des Turniers ausgezeichnet. Im Februar 2015 reiste sie mit dem Team nach Neuseeland. Dort konnte sie im zweiten WODI 4 Wickets für 36 Runs erreichen, bevor ihr im ersten WTwenty20 3 Wickets für 6 Runs gelangen. Bei der WTwenty20-Serie gegen Australien konnte sie im dritten Spiel 4 Wickets für 11 Runs erreichen und wurde dann als Spielerin der Serie ausgezeichnet. Beim WTest der Serie gelangen ihr 4 Wickets für 63 Runs.
In der Saison 2015/16 konnte sie in Südafrika in der WODI-Serie 4 Wickets für 29 Runs im ersten Spiel und 3 Wickets für 35 Runs im dritten erreichen. In der daran anschließenden WTwenty20-Serie gelangen ihr im ersten Spiel 3 Wickets für 25 Runs. Im Juni 2016 gelangen ihr dann gegen Pakistan 4 Wickets für 19 Runs im zweiten WODI. Ein Jahr später war sie Teil des Teams beim Women’s Cricket World Cup 2017. Bis zum Finale hatte sie ein ordentliches Turnier gespielt, konnte dort dann jedoch mit 6 Wickets für 46 Runs den knappen Sieg gegen Indien und damit den Weltmeistertitel retten. Dafür wurde sie als Spielerin des Spiels ausgezeichnet.

### Bis zum Karriereende

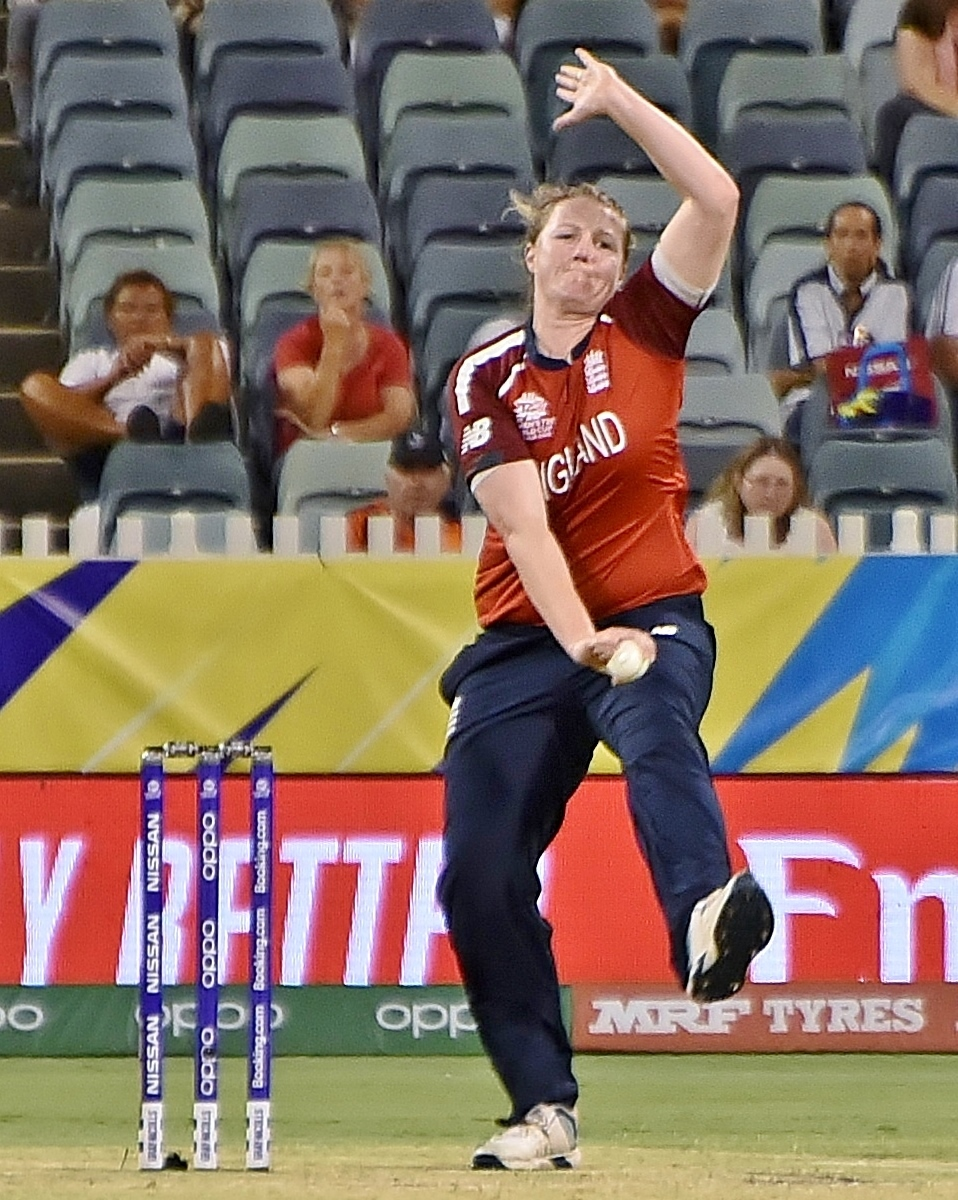
Shrubsole beim Bowling (2020)

Bei einem heimischen Drei-Nationen-Turnier im Saison 2018 konnte sie gegen Neuseeland 3 Wickets für 16 Runs erreichen und wurde dafür als Spielerin des Spiels ausgezeichnet. Im November folgte der ICC Women’s World Twenty20 2018, bei dem sie gegen Südafrika 3 Wickets für 11 Runs und gegen die West Indies 3 Wickets für 10 Runs erreichte. Bei der Tour gegen Australien im Sommer 2019 gelangen ihr im zweiten WODI 3 Wickets für 47 Runs. Bei der Tour gegen Pakistan in Malaysia im Dezember 2019 erreichte sie im dritten WODI 3 Wickets für 32 Runs, bevor das Spiel auf Grund von Regenfällen abgebrochen wurde. In der Vorbereitung zum Twenty20-World-Cup konnte sie bei einem Drei-Nationen-Turnier in Australien gegen Indien 3 Wickets für 31 Runs, wofür sie als Spielerin des Spiels ausgezeichnet wurde. Beim ICC Women’s T20 World Cup 2020 konnte sie dann in der Vorrunde gegen Thailand 3 Wickets für 21 Runs und gegen Pakistan 3 Wickets für 25 Runs erreichen, bevor das Team kampflos im Halbfinale ausschied.
Ihren letzten großen Auftritt im Rahmen des Nationalteams hatte sie beim Women’s Cricket World Cup 2022. Mit jeweils zwei Wickets gegen Südafrika und Indien in der Vorrunde und im Halbfinale abermals gegen Südafrika, hatte sie einen großen Anteil daran, dass es das Team bis ins Finale schaffte. Dort konnte sie gegen Australien 3 Wickets für 46 Runs erreichen, was jedoch nicht ausreichte um den Titel zu gewinnen. Etwa einen Monat nach dem Turnier gab sie bekannt, das sie sich vom internationalen Cricket zurückziehen würde. Daraufhin wurde bekannt, dass sie für die Southern Vipers als Spieler-Coach tätig werden wird.

## Auszeichnungen
Im Sommer 2018 wurde sie für ihre Leistungen mit einem MBE ausgezeichnet. Im Jahr 2018 wurde sie ebenfalls als eine der fünf Wisden Cricketers of the Year ausgezeichnet.